# Érik a gyümölcs (regény)

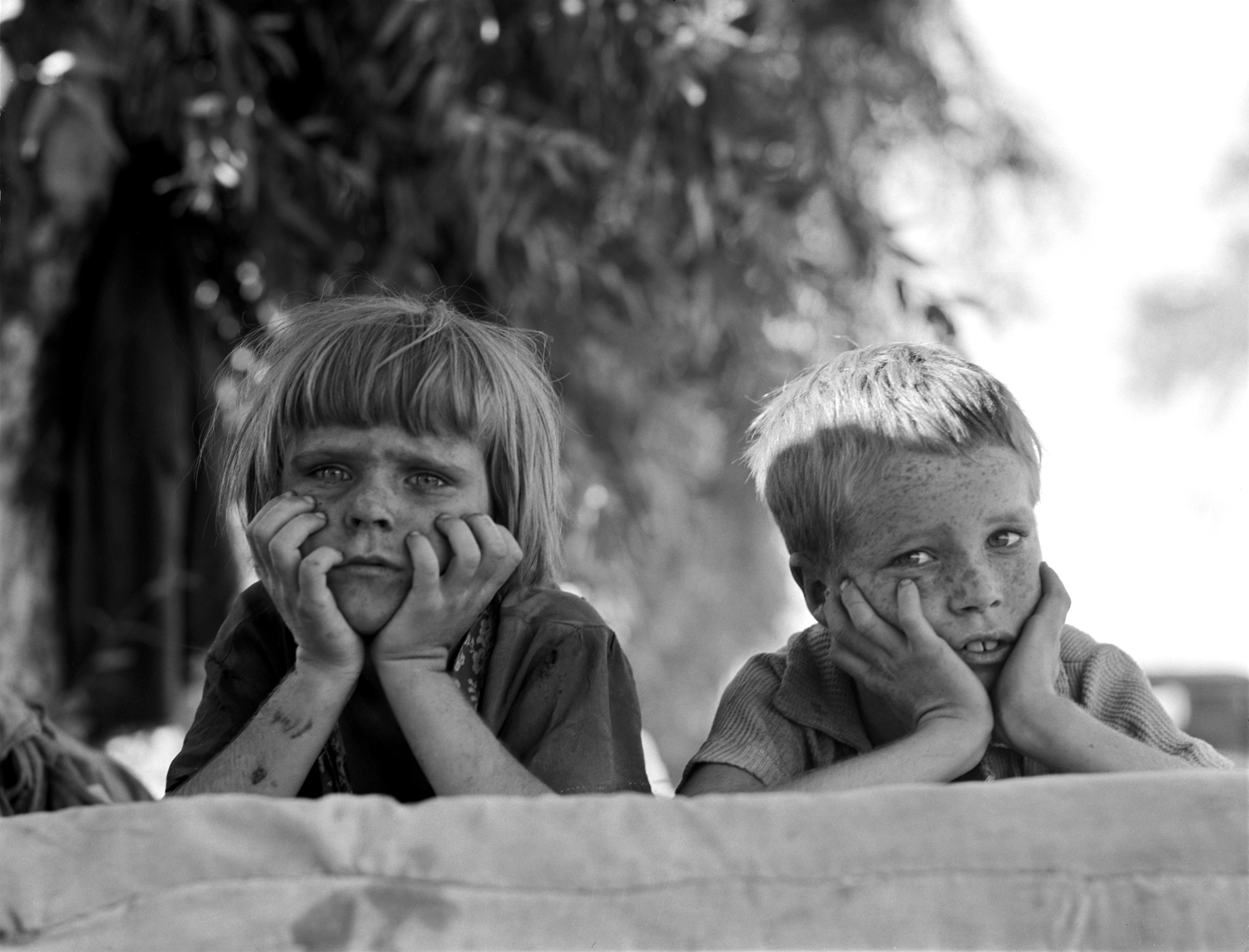
Az Oklahomát sújtó szárazság elől Kaliforniába menekülő farmerek gyermekei egy migráns táborban – Dorothea Lange fényképe, 1936

Az Érik a gyümölcs (eredeti címén The Grapes of Wrath – "a harag gyümölcsei") John Steinbeck amerikai író 1939-ben megjelent realista regénye. A Pulitzer-díj mellett Steinbecknek ezen regény megírása hozta meg a Nobel-díjat 1962-ben. John Ford nagy sikerű filmet forgatott a műből Henry Fonda főszereplésével 1940-ben.
Magyarul először a Singer és Wolfner Irodalmi Intézet Rt. adta ki a művet Benedek Marcell fordításában.
Az emberek lelkében nőnek és nehezednek s várják a szüretet a harag gyümölcsei.

## Cselekmény
A történet az 1929-es gazdasági világválságot követő „nagy depresszió” időszakában játszódik. A déli területeket sújtó szárazság és homokviharok tönkretették a farmerek terményeit, akik így nem tudták fizetni a bankok tulajdonában lévő birtokaikért a bérleti díjakat. Különösen drasztikus volt a helyzet Oklahomában, ahonnan több tízezer földműves volt kénytelen elhagyni otthonát és útra kelnie Kalifornia felé munka reményében. A hasonló sorsban szenvedő Joad család történetét meséli el a regény.

## Magyarul
- Érik a gyümölcs. Regény; ford. Benedek Marcell; Singer-Wolfner, Bp., 1940
- Érik a gyümölcs. Regény; Magyar Szó, Noviszád, 1951